# Словолитня Києво-Печерської Лаври
Словолитня Києво-Печерської Лаври — двоповерхова, цегляна споруда Києво-Печерського монастиря, зі сходу примикає до муру, а південний фасад виходить на вулицю, що веде з Верхньої Лаври до Нижньої. Точна дата спорудження невідома. Згадується митрополитом Самуїлом (Миславським) у книзі «Короткий опис Києво-Печерської лаври» (18 століття), також у переліку мурованих споруд монастиря, складеному до пожежі 1772. Після пожежі, що поширилася на друкарню з прибудовами, відремонтована. 

## Історія будинку
Будинок позначений на планах у виданнях митрополита Євгенія (Болховітінова) «Опис Києво-Печерської лаври» (1826) та історика М. Берлинського «Короткий опис Києва» (1820) та ін. 1830 року словолитню було реконструйовано. 1862—1863 роках за проектом військового інженера Г. Водоп'янова надбудовано другий поверх. 1865 між будинками друкарні та словолитні споруджено браму. Після закриття друкарні в 1936—1941 приміщення використовувалися Центральним історичним музеєм ім. Т. Шевченка. З 1954 у будинку словолитні містився гуртожиток технікуму підготовки культпросвітпрацівників. Тепер у будівлі міститься дирекція Музею книги та друкарства України.

## Галерея

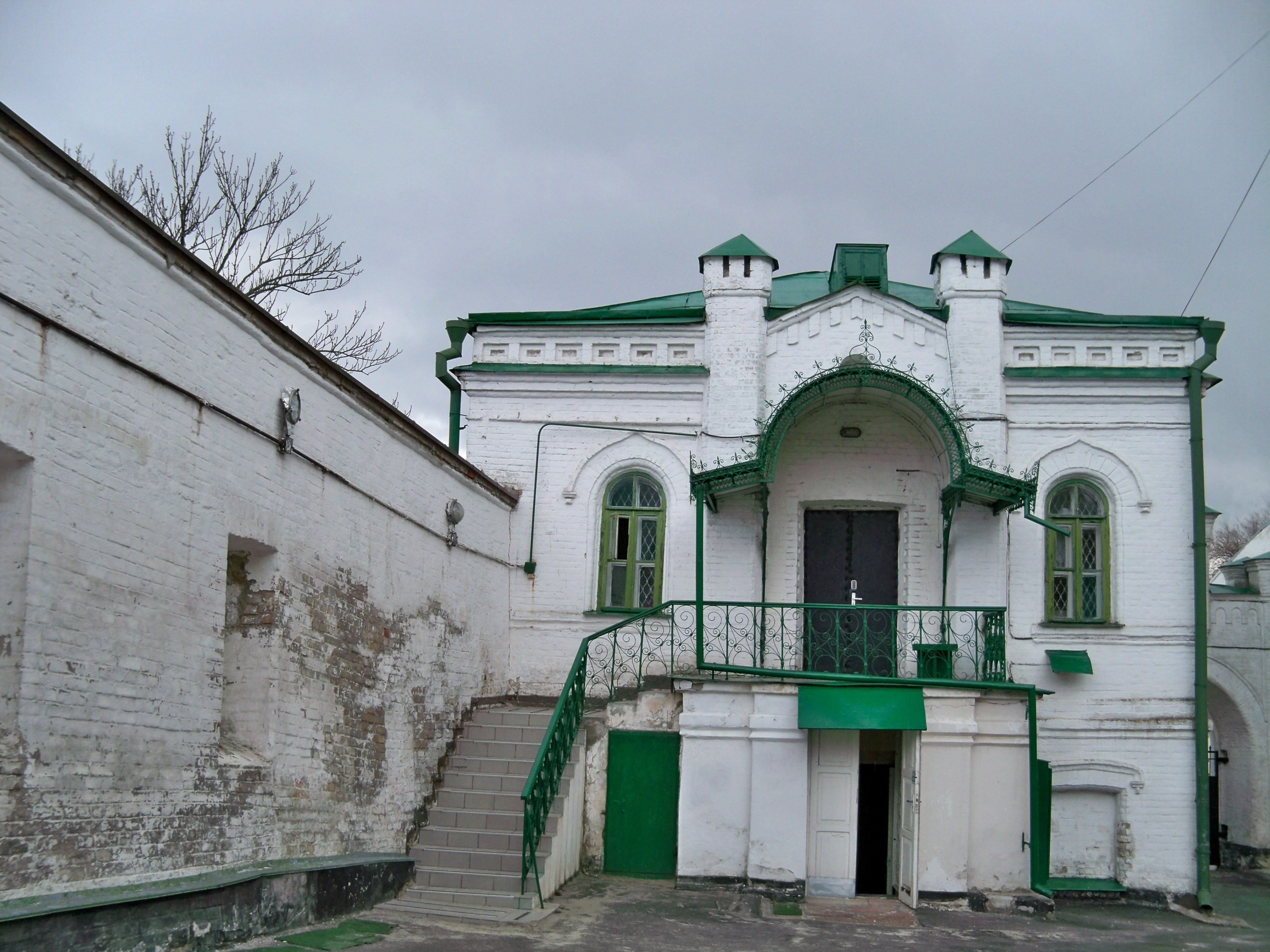
2012 рік
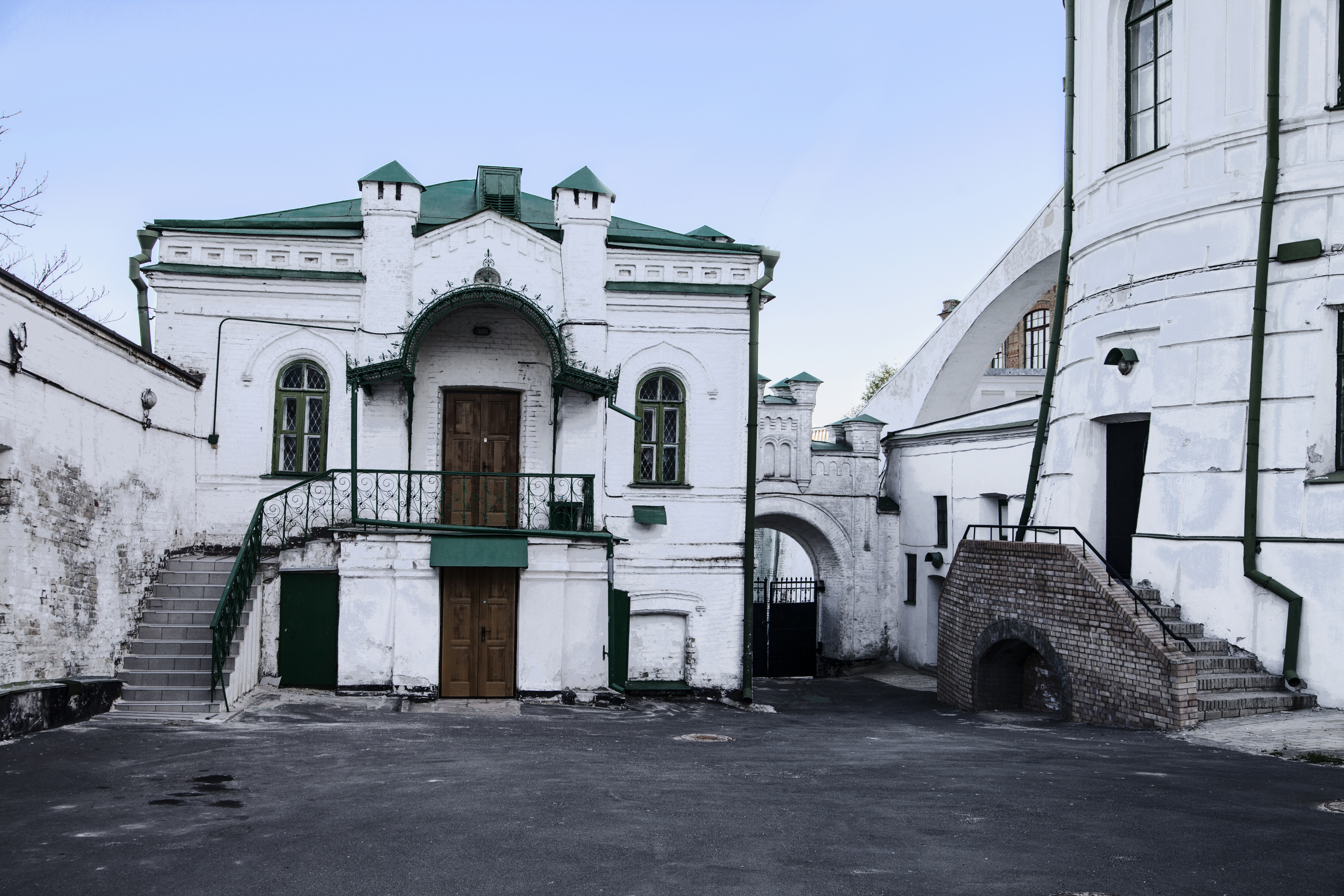
2013 рік
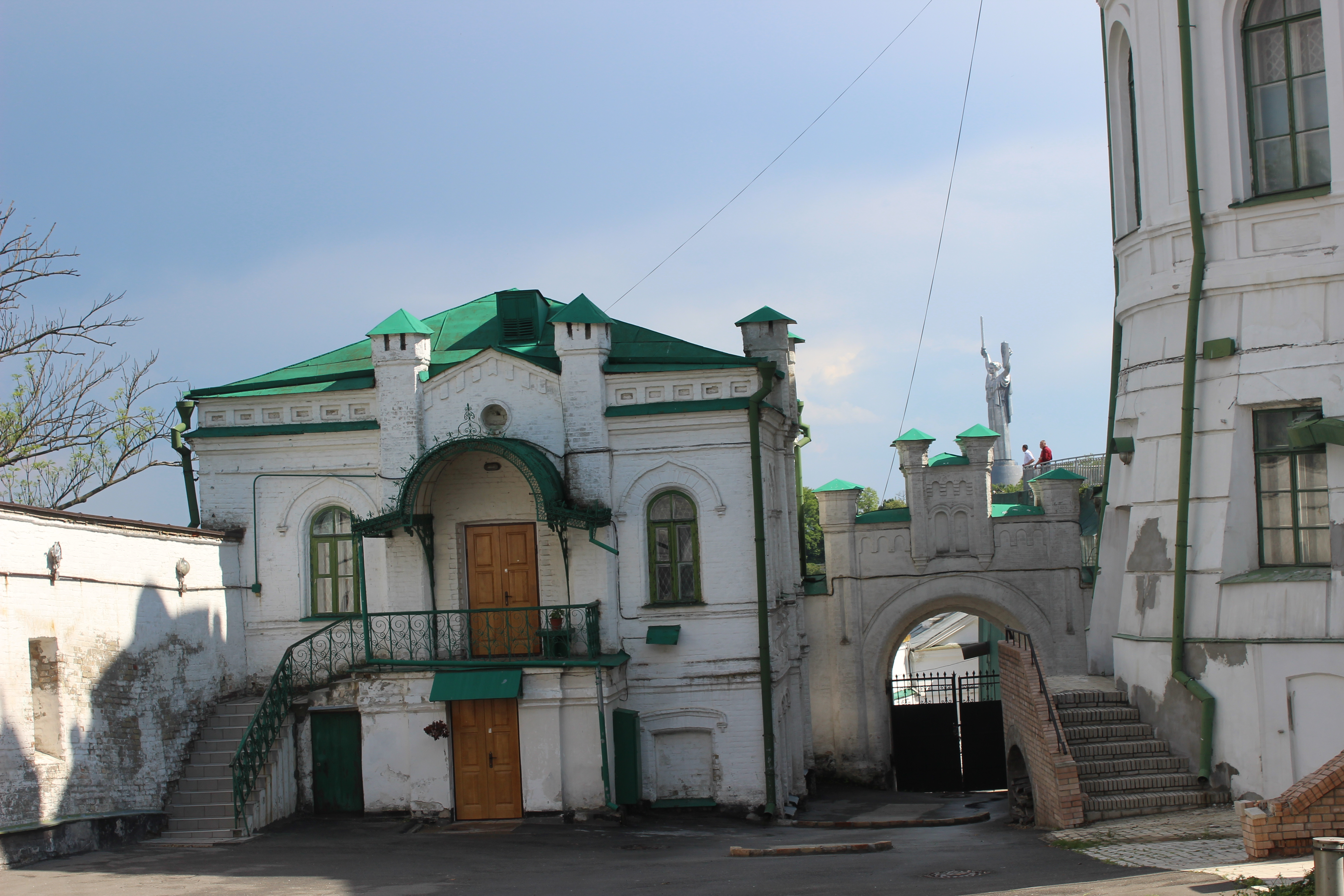
2015 рік